# Cesare Bartolelli
Cesare Bartolelli, o Bartorelli (Umbertide, ... – Forlì, 9 gennaio 1635), è stato un vescovo cattolico italiano.

## Biografia
Dopo aver conseguito a Perugia la laurea in utroque iure, esercitò la professione di giudice a Città di Castello.
Trasferitosi a Roma, incontrò la stima del cardinale Pietro Aldobrandini.
Così, Clemente VIII, zio del cardinale, ebbe modo di conoscerlo e di cominciare ad impiegarlo, ad esempio come inviato presso la corte imperiale.
Il 20 novembre 1602 fu nominato vescovo di Forlì. In quanto tale, dato che il cardinale Domenico Rivarola non riusciva a debellare il brigantaggio, negli anni 1617-19, venne anche nominato delegato apostolico .
Convocò due sinodi diocesani: il primo nel 1610, il secondo nel 1628.
Nel 1612 posò la prima pietra del nuovo ponte di Schiavonia, sul fiume Montone.
Nella sua città natale, volle la costruzione della cappella di San Rocco, nella chiesa di San Francesco.
Inoltre, chiese l'invio da Perugia dell'intagliatore Francesco Brunelli per il tabernacolo dell'altare della Madonna del Fuoco, nella cattedrale di Forlì.